# Carl Fredrik Lund
Carl Fredrik Lund, född 25 juni 1716 i Björsäters socken, Östergötlands län, död 19 oktober 1776 i Linköping, Östergötlands län, var borgmästare och rådman i Linköping.
Föddes i Björsäter fadern var löjtnant Johan Lund. Han blev Auskultant i krigskollegium. Därefter stadsnotarie i Linköping, 1747, senare stadsfiskal. Rådman på samma ställe 1759, och borgmästare 1763. Verkade för artificiell fiskodling och utgav ett arbete om fiskplantering i insjöar 1761.